# Narciso Agúndez Montaño
Pour les articles homonymes, voir Montaño.
Narciso Agúndez Montaño, né le 26 octobre 1958 à Santa Anita, est un homme politique mexicain. Il est gouverneur de l'État de Basse-Californie du Sud de 2005 à 2011,.